# چرمینیانو
چرمینیانو (به ایتالیایی: Cermignano) یک کومونه در ایتالیا است که در استان تیرامو واقع شده‌است.

## خصوصیات
چرمینیانو ۲۶ کیلومترمربع مساحت و ۱٬۸۸۱ نفر جمعیت دارد و ۵۶۳ متر بالاتر از سطح دریا واقع شده‌است.